# Ninas Alibi
Ninas Alibi (Originaltitel: Her Alibi) ist eine US-amerikanische Kriminalkomödie aus dem Jahr 1989 mit Tom Selleck in der Hauptrolle. Regie führte Bruce Beresford, das Drehbuch schrieb Charlie Peters.

## Handlung
Phil Blackwood ist ein erfolgreicher Autor der Kriminalromane, der sich seit zwei Jahren in einer schöpferischen Krise befindet, sodass sein Verleger und bester Freund Sam unruhig wird und langsam mal wieder einen Bestseller von ihm fordert. Er beobachtet häufig Gerichtsprozesse, die ihn zu packenden Kriminalromanen inspirieren sollen. Blackwood lernt so die aus Rumänien stammende Zirkuskünstlerin Nina Ionescu kennen, die des Mordes an einem ihrer Landsleute beschuldigt wird. Der Autor findet sie attraktiv und ist davon überzeugt, dass sie seine neue Inspiration sein könnte und ihr Fall das Thema für einen neuen Kriminalroman ist. Um mit Nina Kontakt zu bekommen, besucht er sie in der Untersuchungshaft und gibt sich als Priester aus, damit man ihn zu ihr lässt. Er hat extra ein Wörterbuch dabei, damit er sich auf Rumänisch mit ihr verständigen kann, doch stellt sich heraus, dass sie sehr gut seine Sprache spricht. Der Polizei gegenüber tut sie nur so, als ob sie nichts verstünde. Sie macht ihm klar, dass sie aus einem kommunistischen Land komme und keine Religion habe. So hätte sie nichts zu beichten, da sie auch nichts getan hat. Blackwood legt nun seinerseits eine Beichte ab und offenbart, dass er gar kein Priester ist, sondern sie nur kennenlernen wollte und ihr helfen möchte.
Er gibt ihr, überzeugt von ihrer Unschuld, durch seine Aussagen ein Alibi: Sie sei seine heimliche Geliebte und habe die Mordnacht bei ihm verbracht. Die Polizei ist allerdings skeptisch, doch darf Nina daraufhin die Untersuchungshaft verlassen. So müssen beide vor der Polizei das Liebespaar spielen und Nina bei Blackwood wohnen. Er ahnt nicht, dass seine neue Freundin von rumänischen Geheimagenten bedroht wird, die sie observieren.
Blackwood zeigt Nina seine kleine Villa, die außerhalb der Stadt liegt, woraufhin sie feststellt, dass er sehr reich sein muss – da sie unweigerlich mit den Verhältnissen vergleicht aus welchen sie stammt. Noch am Abend kommt Lieutenant Frank Polito vorbei, um mit Blackwood zu reden. Er lässt keinen Zweifel daran, dass er ihm nicht glaubt und Nina für eine kaltblütige Mörderin hält. Er gibt Blackwood zu bedenken, dass er sich damit auch in Gefahr befindet. Dieses Argument leuchtet Blackwood natürlich ein, was er aber auf keinen Fall zugeben kann. 
Nina will nachts heimlich sein Haus verlassen, doch als sie bemerkt, dass sie überwacht wird, überlegt sie es sich anders. Am nächsten Tag will sie mit Blackwood in die Stadt fahren. Als sie ihn beinahe mit seinem Wagen überfährt, kommt ihm in den Sinn, dass der Lieutenant Polito vielleicht recht haben könnte. Misstrauisch beobachtet er alles, was sie tut. Unterdessen durchsucht der rumänische Geheimdienst heimlich Blackwoods Haus.
Phil Blackwood fühlt sich in Ninas Nähe sehr wohl und schreibt jeden Abend an seiner neuen Geschichte, was seinen Verleger sehr freut. Auch Nina fühlt sich in Phils Gegenwart sicher und verliebt sich in ihn, allerdings behält sie einige Geheimnisse für sich. Insbesondere ihre Zirkusvergangenheit ist ihm nicht bekannt und er wertet es als einen Mordanschlag, als sie ihm aus Versehen mit einem Pfeil trifft. Als sie ihn daraufhin selber zum Krankenhaus fährt, hat er den Eindruck sein Testament machen zu müssen, so rasant und risikoreich gestaltet sich die Fahrt. Wieder zu Hause zurück spricht er sich mit seinem Verleger Sam aus, der hat allerdings Bedenken, dass er nach seinem Freund das nächste Opfer sein könnte. Auch mit Nina spricht er endlich: wer sie sei, woher sie komme und ob sie den Mord begangen hätte, aber sie antwortet nicht und geht einfach weg. Mit einer Rose als Geschenk kehrt sie zurück und beide gestehen sich ihre Zuneigung und verbringen die Nacht miteinander.
Kurz darauf gibt es in Phils Haus eine Explosion, bei der er glücklicherweise nur leicht verletzt wird. Es ist nicht sicher ob es sich um eine Bombe handelte oder nur eine undichte Gasleitung. Zerstreuung finden beide bei einem Familienfest, bei dem Phil seine neue Freundin vorstellt. Unerwartet gibt sie eine Demonstration ihres Zirkustalents und rettet Phils Neffen, der auf das Dach der Scheune geklettert war und nicht sich nicht mehr hinunter traute.
Doch Phil stellt sich immer wieder die bange Frage: Ist die zwielichtige Schöne eine kaltblütige Mörderin und er ihr nächstes Opfer? So bereitet sie für die Familie das Abendessen zu, aber isst selber nichts davon. Als dann plötzlich die Katze stirbt, denken alle das Essen war vergiftet und lassen sich im Krankenhaus den Magen auspumpen. Nina findet indessen Phils angefangenes Buch und liest darin. Sie entdeckt, dass sie nur eine Figur in seiner Geschichte zu sein scheint. Obwohl er beteuert, dass er es ernst meint, verlässt sie ihn. 
Phil versucht mithilfe von Freunden Ninas Vergangenheit zu beleuchten. Er findet heraus, dass ihre Eltern auch in Amerika sind, aber seit letzter Woche sind sie untergetaucht. Beide sind bekannte Zirkuskünstler und wollen nicht mehr nach Rumänien zurück, deshalb macht der rumänische Geheimdienst Jagd auf sie. Phil versucht Nina zu finden und fährt zu einem Treffen von Zirkusclowns. Er hofft, dass sie dort sein werde und kann sie auch tatsächlich finden, doch auch der Geheimdienst ist dort und verfolgt die beiden. Während Phil sich mit einem der Männer prügelt, trifft Lieutenant Polito mit seinen Leuten ein und verhaftet die rumänischen Geheimagenten.
Nina kann Phil nun beruhigen, denn nicht sie hat den Studenten getötet, sondern einer der Leute vom Geheimdienst. Sie schreckten nicht vor einem Mord zurück, denn auf diese Weise wollten sie Nina und ihre Eltern zur Rückkehr nach Rumänien bewegen. Als rumänische Bürgerin hätte Amerika sie in ihr Land zurückgeschickt, wenn sie straffällig geworden wäre. Nina fährt glücklich mit Phil zurück in sein Haus.

## Hintergrund
Der Film wurde in Baltimore gedreht. Er spielte in den Kinos der USA ca. 18,7 Millionen US-Dollar ein. In den USA hatte Ninas Alibi am 3. Februar 1989 Premiere während er in Deutschland am 24. August 1989 erstmals in den Kinos gezeigt wurde.

## Kritiken
Roger Ebert schrieb in der Chicago Sun-Times vom 3. Februar 1989, der Film sei derart schlecht, dass der Zuschauer auf die Uhr schaue und diese schüttle – besorgt, dass sie womöglich stehe. Er sei eine „verzweifelte Pleite der Vorstellungskraft und des Geistes“, in der Tom Selleck verloren wirke. Die Handlung sei mit „ächzend schlechten“ Momenten gefüllt; die Auflösung der Geschichte sei willkürlich und sinnlos.
Das Lexikon des internationalen Films schrieb, der Film sei eine „Mischung aus Kriminalkomödie und Liebesgeschichte, die nur gelegentlich parodistisch angehauchte Unterhaltung“ biete. Er setze vorwiegend „auf platte, plakative Gags“.
Die Zeitschrift Cinema schrieb, der Film biete einige Lacher, der „Screwball-Comedy-Versuch“ bleibe dennoch „über weite Strecken“ „zahm und einfallslos“.
Bei Kino.de urteilen die Kritiker: „Witzige Kriminalkomödie mit dezentem Sexappeal von Supermodell Paulina Porizkova und Tom "Magnum" Selleck. Regisseur Bruce Beresford ("Verbrecherische Herzen") spielt amüsant mit der Storyline des entstehenden Romans des Krimiautors und legt diese über das Geschehen auf der Leinwand. Die daraus entstehende Situationskomik und das charmante Spiel der Stars [...] begeistern.“

## Auszeichnungen
Paulina Porizkova wurde im Jahr 1990 als Schlechteste Schauspielerin für die Goldene Himbeere nominiert.